# 1006
| Calendário gregoriano                                                        | 1006 MVI                                          |
| Ab urbe condita                                                              | 1759                                              |
| Calendário arménio                                                           | 455 – 456                                         |
| Calendário bahá'í                                                            | -838 – -837                                       |
| Calendário budista                                                           | 1550                                              |
| Calendário chinês                                                            | 3702 – 3703 Início a 3 de março (aproximadamente) |
| Calendário copta                                                             | 722 – 723                                         |
| Calendário etíope                                                            | 998 – 999                                         |
| Calendários hindus - Vikram Samvat - Calendário nacional indiano - Cáli Iuga | 1061 – 1062 927 – 928 4106 – 4107                 |
| Calendário Holoceno                                                          | 11006                                             |
| Calendário islâmico                                                          | 396 – 397                                         |
| Calendário judaico                                                           | 4766 – 4767                                       |
| Calendário persa                                                             | 384 – 385                                         |
| Calendário rúnico                                                            | 1256                                              |
| Calendário solar tailandês                                                   | 1549                                              |

1006 (MVI, na numeração romana) foi um ano comum do século XI do Calendário Juliano, da Era de Cristo, e a sua letra dominical foi F (52 semanas), teve início a uma terça-feira e terminou também a uma terça-feira.
No território que viria a ser o reino de Portugal estava em vigor a Era de César que já contava 1044 anos.
| Ano completo                       |
| ---------------------------------- |
| Ano comum com início à terça-feira |

## Nascimentos
- Constantino X Ducas , imperador bizantino m. 22 de Maio de 1067.